# Ростовский сельсовет (Башкортостан)
Ростовский сельсовет — муниципальное образование в Мечетлинском районе Башкортостана.
Административный центр — деревня Теляшево.

## История
Согласно Закону о границах, статусе и административных центрах муниципальных образований в Республике Башкортостан имеет статус сельского поселения.

## Население
| 2002 | 2009  | 2010  | 2012  | 2013 | 2014 | 2015 |
| ---- | ----- | ----- | ----- | ---- | ---- | ---- |
| 1093 | ↘1069 | ↘1033 | ↘1014 | ↘988 | ↘969 | ↘938 |
| 2016 | 2017  | 2018  |       |      |      |      |
| ↘907 | ↘892  | ↘870  |       |      |      |      |

## Состав сельского поселения
| № | Населённый пункт | Тип населённого пункта          | Население |
| - | ---------------- | ------------------------------- | --------- |
| 1 | Теляшево         | деревня, административный центр | ↘479      |
| 2 | Такино           | деревня                         | ↗331      |
| 3 | Ишалино          | деревня                         | ↗223      |

## Известные уроженцы
- Рашит Ахтари (6 января 1931 — 26 марта 1996) — башкирский поэт, член Союза писателей Башкирской АССР[12][13].